# Culver City
Culver City ist eine Stadt im Los Angeles County im US-Bundesstaat Kalifornien. Das U.S. Census Bureau hat bei der Volkszählung 2020 eine Einwohnerzahl von 40.779 ermittelt.

## Geschichte
Die Stadt wurde 1913 durch den Immobilienentwickler Harry Culver (1880–1946) gegründet. Das erste Filmstudio wurde 1915 von Thomas Ince erbaut, 1918 unter dem Namen Triangle Studios von Samuel Goldwyn gekauft und 1924 unter dem Namen MGM Studios Hauptsitz von Metro-Goldwyn-Mayer (MGM). 1918 eröffnete Ince ein zweites Studio, welches heute als Culver Studios bekannt ist, das er bis zu seinem Tod 1924 hielt. Auch andere namhafte Unternehmer in der Filmbranche taten es ihm gleich und eröffneten in den 1920er Jahren Studios in Culver, darunter Silent Film und die Hal Roach Studios, wo u. a. die Komödien mit Laurel und Hardy und den kleinen Strolchen gedreht wurden.
Dadurch wurde Culver City neben Hollywood früh zu einem führenden Zentrum der „bewegten Bilder“. Mit dem Ende des sogenannten Goldenen Zeitalter Hollywoods begann auch der Niedergang Culvers: Kleinere Studios verschwanden, große Studiogrundstücke wurden in den 1960er und 1970er Jahren für diverse Immobilienprojekte und Wohnbauten niedergewalzt und verkauft; die verbliebenen Studios wurden hingegen mehrheitlich für Fernsehproduktionen hergerichtet.
Als Wende des Niedergangs gilt die Ansiedlung des durch Sony erworbenen Filmstudios Columbia Pictures (später Sony Pictures Studios) in den 1990er Jahren, das vom gemeinsamen Studiogrundstück mit Warner Bros. in Burbank in die ehemaligen MGM Studios in Culver zog. Damit ist Culver City wieder Sitz eines sogenannten Hollywood-Majors.

## Bevölkerung

### Bevölkerungsentwicklung

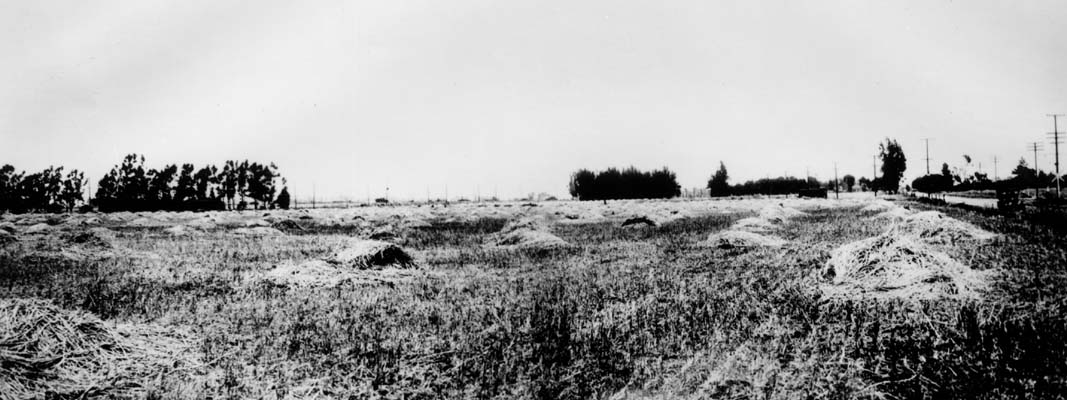
Culver City im Jahr 1913

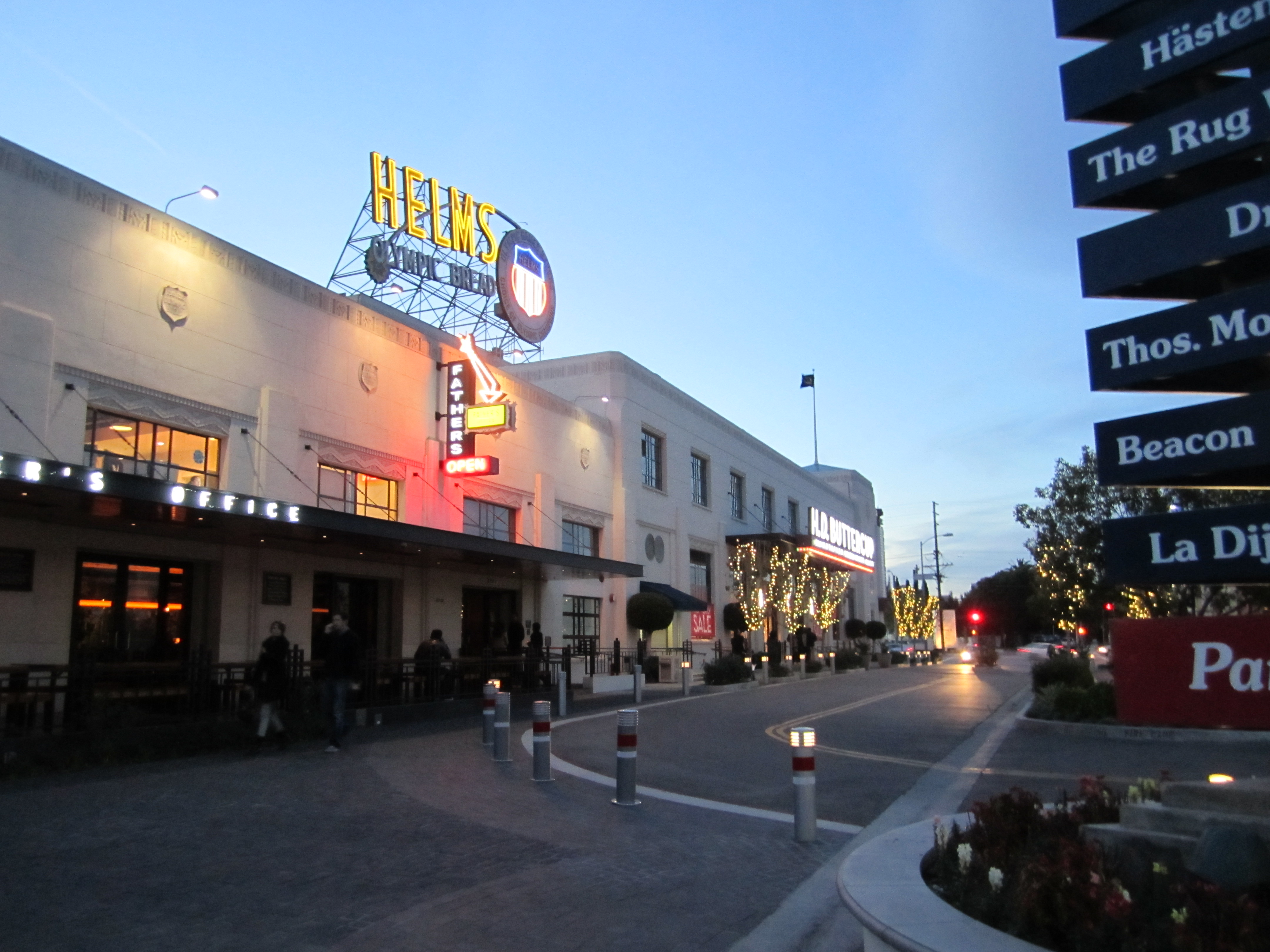
Helms Avenue

Seit der Volkszählung im Jahr 1980 ist die Einwohnerzahl der Stadt nahezu stabil geblieben.
| Jahr | Einwohner |
| ---- | --------- |
| 1920 | 503       |
| 1930 | 5.669     |
| 1940 | 8.976     |
| 1950 | 19.720    |
| 1960 | 32.163    |
| 1970 | 34.451    |
| 1980 | 38.139    |
| 1990 | 38.793    |
| 2000 | 38.816    |
| 2010 | 38.883    |
| 2020 | 40.779    |

1920–2020: Volkszählungsergebnisse

### Städtepartnerschaften
- Uruapan, Mexiko
- Kaizuka, Japan
- Lethbridge, Kanada
- Yanji, Volksrepublik China
- Iksan, Südkorea

## Wirtschaft

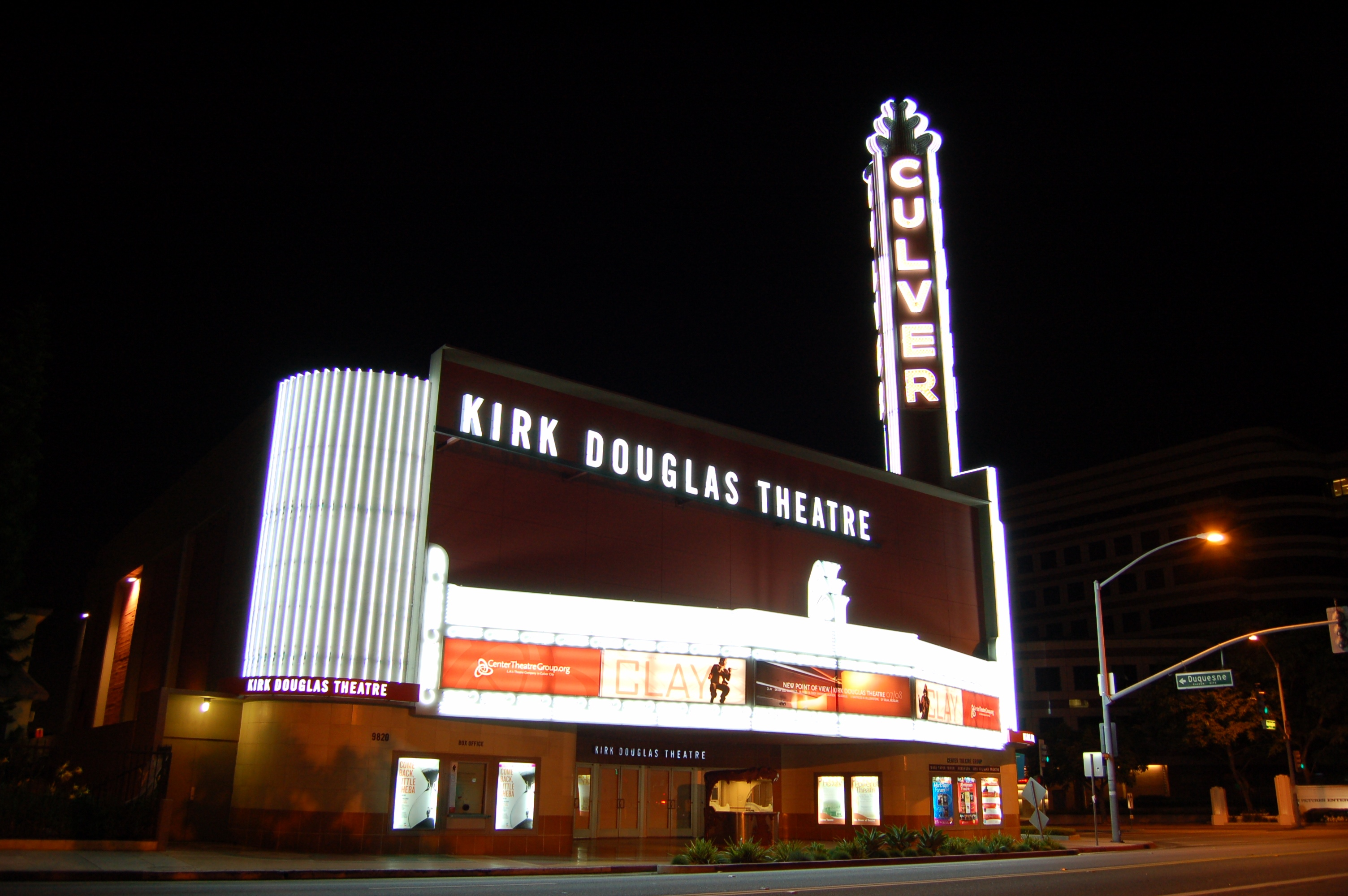
Das Kirk Douglas Theater von Culver City bei Nacht

Die Stadtverwaltung benennt im Jahresfinanzbericht 2021 die größten Arbeitgeber der Stadt:
| Unternehmen                         | Arbeitnehmer |
| ----------------------------------- | ------------ |
| Sony Pictures Entertainment         | 6000         |
| Goldrich & Kest Industries          | 1100         |
| Culver City Unified School District | 1084         |
| Brotman Medical Center              | 860          |
| City of Culver City                 | 650          |
| Security Industry Specialists       | 400          |
| Target                              | 400          |
| Inovel                              | 300          |
| Karl Storz Endoscopy                | 300          |
| Kayne Eras Center                   | 300          |
| Moldex                              | 300          |

## Söhne und Töchter der Stadt
- Sugar Ray Robinson (1921–1989), Boxer
- Gwen Verdon (1925–2000), Broadway-Star
- Robert M. Fresco (1930–2014), Drehbuchautor und Produzent
- Lars Zebroski (1941–1998), Radrennfahrer
- Patti Chandler (* 1943), Schauspielerin
- Bill Craig (1945–2017), Schwimmer
- Charles Herbert (1948–2015), Schauspieler
- Michael Richards (* 1949), Schauspieler
- Debbie Watson (* 1949), Schauspielerin
- Michael Whelan (* 1950), Maler und Illustrator
- John Hencken (* 1954), Schwimmer
- Jeff Fisher (* 1958), American-Football-Spieler und -Trainer
- Robert Trujillo (* 1964), Musiker, Bassist von Metallica
- Tiffany Cohen (* 1966), Schwimmerin
- Michael Evans (* 1971), Schauspieler
- Michele Krasnoo (* 1974), Schauspielerin
- Drew Barrymore (* 1975), Schauspielerin und Filmproduzentin
- Molly Antopol (* 1979), Autorin und Dozentin
- Camille Winbush (* 1990), Schauspielerin
- Delainey Aigner-Swesey (* 1992), Volleyballspielerin
- Celeste (* 1994), Singer-Songwriterin
- Alex Knight (* 2001), Volleyballspieler

- Ron Mael, Musiker der Rockband Sparks